# Ainsley Bailey
Ainsley Bayley (Scottsdale, Arizona, 11 de marzo de 1992) es una actriz estadounidense conocida por interpretar a Dina García de Shake It Up.

## Carrera
Bailey nació en Scottsdale (Arizona), pero se mudó a Plano (Texas) cuando tenía cuatro años. A la edad de diez años, Ainsley decidió darle una oportunidad en funciones después de recibir un boletín de la escuela que contiene un anuncio de una obra de teatro de la comunidad. Ainsley supo que había encontrado su nicho en el desempeño durante la etapa de producción local de Princesa por sorpresa en el papel principal de la princesa Mia.
Después de protagonizar un par de obras locales, decidió darse a conocer en televisión y en el cine. Ainsley disfruta de todas las facetas de la televisión y la película de acción.
Mientras que ella tiene planes para una carrera cinematográfica diversa, se espera poner sus habilidades de improvisación de comedia y habilidad para un buen uso también.

## Filmografía
| Año       | Título         | Papel       | Notas               |
| --------- | -------------- | ----------- | ------------------- |
| 2011-2013 | Shake It Up    | Dina Garcia | Main role           |
| 2013      | Drop Dead Diva | Goody       | Episodio “Trust Me“ |